# Matthew Goode
Matthew William Goode (Exeter, Devon, 3 d'abril de 1978) és un actor anglès. Va debutar a la pantalla el 2002 amb la pel·lícula d'ABC Confessions of an Ugly Stepsister. El seu paper principal va ser en la comèdia romàntica Desitjant llibertat (2004), per la qual va rebre una nominació als premis Teen Choice a millor actor revelació de pel·lícula. Després va aparèixer en un reguitzell de papers secundaris en pel·lícules com Match Point de Woody Allen (2005), la comèdia romàntica germano-britànica Imagina't tu i jo (2006), i el drama d'època Copiant Beethoven (2006). Va guanyar elogis per la seva actuació com a Charles Ryder en l'adaptació de Julian Jarrold de Brideshead Revisited (2008) d'Evelyn Waugh, i com a Ozymandias en la pel·lícula estatunidenca de superherois neo-noir Watchmen (2009), basada en la sèrie limitada de DC Comics del mateix nom. Després va protagonitzar la comèdia romàntica Havies de ser tu (2010) i el drama australià Burning Man (2011), que li va valer una nominació a millor actor als premis Film Critics Circle of Australia.
Altres papers notables inclouen The Lookout (2007), A Single Man (2009), Cemetery Junction (2010), Stoker (2013), Belle (2013), The Imitation Game (2014) i Self/less (2015). A més d'aparèixer en pel·lícules, Goode ha aparegut en nombrosos programes de televisió. Els seus papers televisius més notables inclouen Henry Talbot en la temporada final del drama històric Downton Abbey, i Finley Polmar en el drama legal de la CBS The Good Wife. També va tenir un paper protagonista en la minisèrie britànica Dancing on the Edge, com un periodista musical, Stanley Mitchell. El 2017, Goode va interpretar Antony Armstrong-Jones, 1r comte de Snowdon a la sèrie de televisió de Netflix The Crown, per la qual va rebre una nominació als premis Primetime Emmy a millor actor convidat a una sèrie dramàtica. Des del 2018 protagonitza la sèrie de fantasia de Sky One, A Discovery of Witches, com a professor Matthew Clairmont.

## Infantesa
Va néixer a Exeter (Devon, Anglaterra). El seu pare, Anthony, era geòleg i la seva mare, Jennifer, infermera i directora de teatre amateur. Goode és el més petit de cinc fills: un germà, dos germanastres i una germanastra, la presentadora de televisió Sally Meen, d'un matrimoni anterior de la seva mare. Va créixer a Clyst St. Mary, prop d'Exeter. Va anar a una escola independent d'Exeter i després a la Universitat de Birmingham i a la Webber Douglas Academy of Dramatic Art, a Londres.

## Carrera
Goode va interpretar Peter Lynley, germà de l'inspector Lynley a la producció de la BBC, Inspector Lynley Mysteries: A Suitable Vengeance i va co-protagonitzar el telefilm Confessions of an Ugly Stepsister, basada en la novel·la homònima de Gregory Maguire i en l'obra de teatre de William Shakespeare La tempesta. El 2004, Goode va fer el seu debut cinematogràfic als Estats Units amb Mandy Moore en la comèdia romàntica Desitjant llibertat.
Goode va co-protagonitzar el thriller de Woody Allen Match Point, al costat de Jonathan Rhys Meyers i Scarlett Johansson; la comèdia romàntica d'Ol Parker Imagina't tu i jo, al costat de Piper Perabo i Lena Headey; el telefilm La meva família i altres animals, al costat d'Imelda Staunton; el biopic musical Copiant Beethoven, al costat d'Ed Harris i Diane Kruger; i el drama de Scott Frank, The Lookout, al costat de Joseph Gordon-Levitt.
El 2008, Goode va protagonitzar la pel·lícula dramàtica Retorn a Brideshead com a Charles Ryder, basada en la novel·la homònima d'Evelyn Waugh. El 2009, Goode va co-protagonitzar al costat de Malin Åkerman la pel·lícula de superherois de Zack Snyder Watchmen com a Ozymandias/Adrian Veidt i va co-protagonitzar al costat de Colin Firth la pel·lícula dramàtica A Single Man, basada en la novel·la homònima de Christopher Isherwood. El 2010, va co-protagonitzar amb Amy Adams la comèdia romàntica Havies de ser tu.

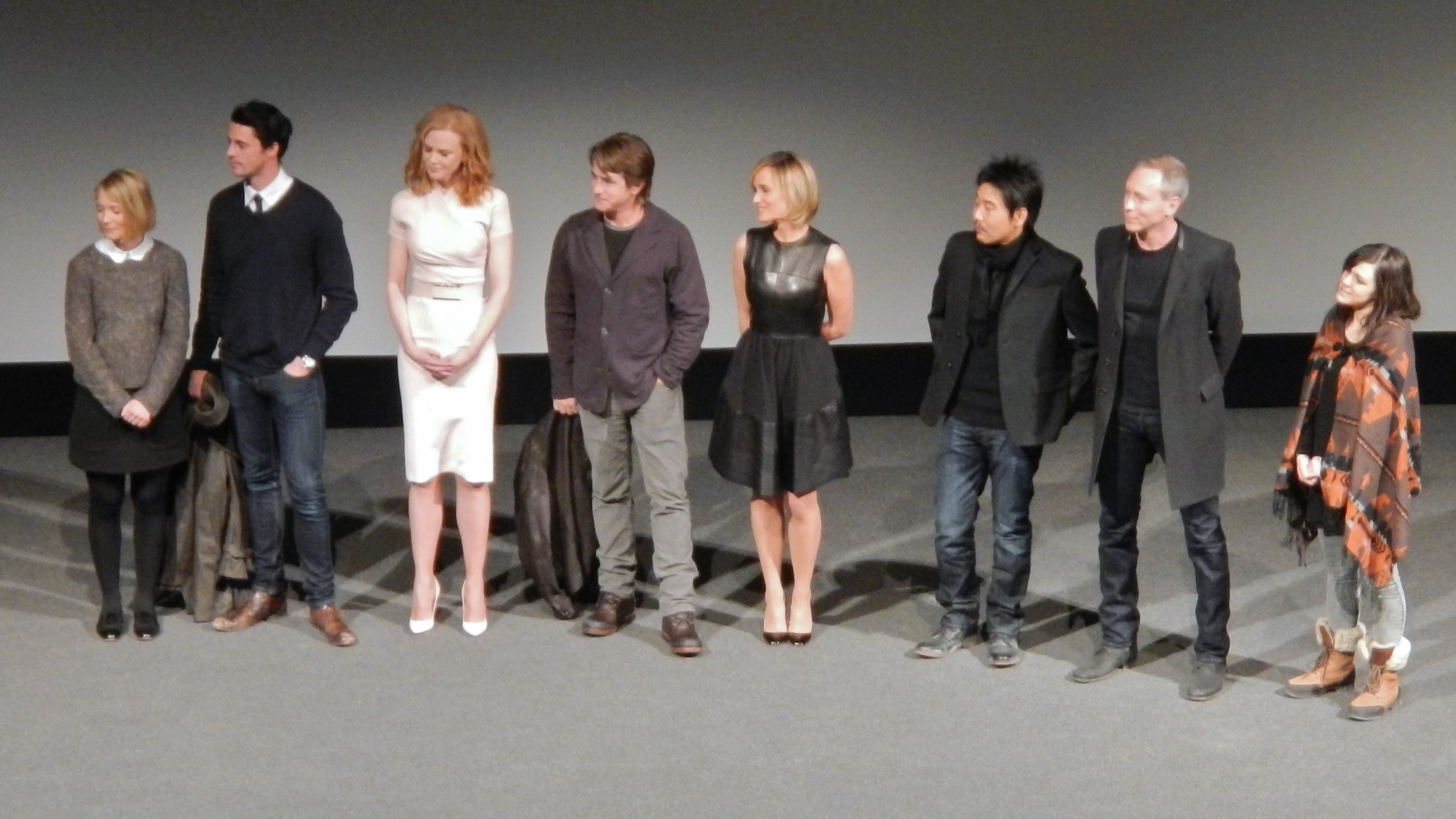
Goode amb el repartiment i equip de Stoker al Festival de Cinema de Sundance.

El 2013, Goode va interpretar el paper principal en el drama de la BBC Two Dancing on the Edge, com el columnista d'una revista, Stanley Mitchell. Aquell mateix any, va co-protagonitzar amb Mia Wasikowska i Nicole Kidman el thriller psicològic Stoker.
També el 2013, Goode va co-protagonitzar amb el paper de George Wickham al costat de Matthew Rhys la minisèrie Death Comes to Pemberley, basada en la novel·la homònima de P. D. James i un spin-off de la minisèrie de 1995 Pride and Prejudice per commemorar el 200è aniversari de la publicació de la novel·la de Jane Austen. El 2014, va aparèixer en el thriller històric The Imitation Game com a Hugh Alexander, un criptoanalista de la Segona Guerra Mundial i campió d'escacs anglès.
El març de 2014, Goode es va unir al repartiment del drama legal de la CBS The Good Wife com a Finley «Finn» Polmar, un fiscal estatal. Substituint Will Gardner durant la cinquena temporada, va fer el seu debut en el quizè episodi, «Dramatics, Your Honor», en el qual el personatge de Josh Charles va ser assassinat. El maig de 2015, Goode va deixar The Good Wife després del final de la sisena temporada.
El 2014, Goode va co-protagonitzar el drama d'ITV Downton Abbey durant l'especial de Nadal «A Moorland Holiday» com a Henry Talbot. Va tornar a Downton Abbey l'octubre de 2015, en el quart episodi de la sisena temporada. Goode també va fer una breu aparició a la pel·lícula de Downton Abbey, que va ser estrenada el 2019.
Després d'aparèixer en diverses pel·lícules a mitjans de la dècada de 2010, va aparèixer a Allied (2016). Va començar a treballar en la producció de la sèrie Roadside Picnic de WGN, basada en la novel·la Strugatsky, la tardor de 2016, però el pilot va ser cancel·lat. Aquell any, va presentar The Wine Show d'ITV amb Joe Fattorini i Matthew Rhys.
El 2017, Goode va començar la producció d'una adaptació televisiva de la trilogia All Souls de Deborah Harkness per Sky One al Regne Unit. L'espectacle, titulat A Discovery of Witches, agafa el nom del primer llibre de la saga. Hi Interpreta el paper principal del professor Matthew Clairmont, un biòleg molecular d'Oxford i vampir. El programa va ser emès per primera vegada al Regne Unit el 14 de setembre de 2018, i ha estat renovat per dues temporades més basades per la força de la primera emissió al Regne Unit, on va ser constantment el programa més vist del canal cada setmana durant els 8 episodis.
El 2018 va participar en la pel·lícula La societat literària i el pastís de pela de patata, amb Lily James, i a la minisèrie de la BBC basada en la novel·la homònima d'Agatha Christie Ordeal by Innocence. L'any següent va participar en Official Secrets, un docudrama sobre l'alertadora Katharine Gun protagonitzat per Keira Knightley i amb les actuacions de Ralph Fiennes i Matt Smith.
A principis de 2019, es va anunciar que Goode s'uniria al repartiment de la preqüela de la sèrie Kingsman de Matthew Vaughn, titulada The King's Man. Hi interpreta el capità Morton / The Shepherd i la pel·lícula explica la història de l'organització d'espies Kingsman des del seu temps com a sastres de Londres. El gener de 2020 va començar el rodatge de la pel·lícula The Duke, que tracta sobre el robatori d'una pintura de Goya de la National Gallery de Londres.

## Vida personal
Goode ha estat en una relació amb Sophie Dymoke des del 2005. Es van casar el 2014, i tenen dues filles i un fill.

## Filmografia

### Cinema
| Any  | Títol                                               | Personatge                   | Director                       | Notes              |
| ---- | --------------------------------------------------- | ---------------------------- | ------------------------------ | ------------------ |
| 2003 | Al sur de Granada                                   | Gerald Brenan                | Fernando Colomo                |                    |
| 2004 | Desitjant llibertat (Chasing Liberty)               | Ben Calder                   | Andy Cadiff                    |                    |
| 2005 | Match Point                                         | Tom Hewett                   | Woody Allen                    |                    |
| 2006 | Imagina't tu i jo (Imagine Me & You)                | Hector                       | Ol Parker                      |                    |
| 2006 | Copiant Beethoven (Copying Beethoven)               | Martin Bauer                 | Agnieszka Holland              |                    |
| 2007 | The Lookout                                         | Gary Spargo                  | Scott Frank                    |                    |
| 2008 | Retorn a Brideshead (Brideshead Revisited)          | Charles Ryder                | Julian Jarrold                 |                    |
| 2009 | Watchmen                                            | Adrian Veidt / Ozymandias    | Zack Snyder                    |                    |
| 2009 | A Single Man                                        | Jim                          | Tom Ford                       |                    |
| 2010 | Havies de ser tu (Leap Year)                        | Declan O'Callaghan           | Anand Tucker                   |                    |
| 2010 | Cemetery Junction                                   | Mike Ramsay                  | Ricky Gervais                  |                    |
| 2011 | Burning Man                                         | Tom                          | Jonathan Teplitzky             |                    |
| 2013 | Stoker                                              | Uncle Charlie                | Park Chan-wook                 |                    |
| 2013 | Belle                                               | Capità Sir John Lindsay      | Amma Asante                    |                    |
| 2014 | The Imitation Game                                  | Conel Hugh O'Donel Alexander | Morten Tyldum                  |                    |
| 2015 | Pressure                                            | Mitchell                     | Ron Scalpello                  |                    |
| 2015 | Self/less                                           | Dr. Jensen/Albright          | Tarsem Singh                   |                    |
| 2016 | Allied                                              | Guy Sangster                 | Robert Zemeckis                |                    |
| 2017 | El sentit d'un final                                | Joe Hunt                     | Ritesh Batra                   |                    |
| 2017 | The Hatton Garden Job                               | XXX                          | David Beton                    |                    |
| 2017 | Le grand méchant renard et autres contes...         | Wolf (veu)                   | Patrick Imbert Benjamin Renner | Doblatge en anglès |
| 2018 | Birthmarked                                         | Ben Morin                    | Emanuel Hoss-Desmarais         |                    |
| 2018 | La societat literària i el pastís de pela de patata | Sidney Stark                 | Mike Newell                    |                    |
| 2019 | Official Secrets                                    | Peter Beaumont               | Gavin Hood                     |                    |
| 2019 | Downton Abbey                                       | Henry Talbot                 | Michael Engler                 |                    |
| 2020 | Four Kids and It                                    | David Hartlepool             | Andy De Emmony                 |                    |
| 2020 | The King's Man                                      | Tristan                      | Matthew Vaughn                 |                    |
| 2020 | The Duke                                            |                              | Roger Michell                  | Post-producció     |
| 2020 | Silent Night                                        |                              | Camille Griffin                | Post-producció     |
| 2021 | Medieval                                            | Rei Sigismund                | Petr Jákl                      | Post-producció     |

### Televisió
| Any             | Títol                             | Personatge             | Notes                                                                     |
| --------------- | --------------------------------- | ---------------------- | ------------------------------------------------------------------------- |
| 2002            | Confessions of an Ugly Stepsister | Caspar                 | Telefilm                                                                  |
| 2003            | Bounty Hamster                    | Diversos               |                                                                           |
| 2003            | The Inspector Lynley Mysteries    | Peter Lynley           | Episodi: "A Suitable Vengeance"                                           |
| 2004            | He Knew He Was Right              | Brooke Burgess         | 2 episodis                                                                |
| 2005            | Agatha Christie's Marple          | Patrick Simmons        | Episodi: "A Murder Is Announced "                                         |
| 2005            | La meva família i altres animals  | Larry Durrell          | Telefilm                                                                  |
| 2012            | Birdsong                          | Capità Gray            | Paper protagonista; 2 episodis                                            |
| 2012            | The Poison Tree                   | Rex Clarke             | Paper protagonista; 2 episodis                                            |
| 2013            | Dancing on the Edge               | Stanley Mitchell       | Paper protagonista; 6 episodis                                            |
| 2013            | Death Comes to Pemberley          | George Wickham         | Paper protagonista; 3 episodis                                            |
| 2014–2015       | The Good Wife                     | Finley "Finn" Polmar   | Paper principal (5a i 6a temporades), 28 episodis                         |
| 2014–2015       | Downton Abbey                     | Henry Talbot           | Paper convidat (5a temporada), paper principal (6a temporada), 7 episodis |
| 2016            | The Wine Show                     | Ell mateix             | Presentat amb Matthew Rhys                                                |
| 2016            | Roots                             | Dr. William Waller     | Paper protagonista, 2 episodis                                            |
| 2017            | The Crown                         | Antony Armstrong-Jones | 3 episodis                                                                |
| 2018            | Ordeal by Innocence               | Philip Durrant         | Paper protagonista, 3 episodis                                            |
| 2018–actualitat | A Discovery of Witches            | Matthew Clairmont      | Paper protagonista, 17 episodis                                           |